# Siloca
Siloca là một chi nhện trong họ Salticidae.